# پریدخت (مجموعه تلویزیونی)
پریدخت نام مجموعه تلویزیونی ایرانی به کارگردانی سامان مقدم بود که در محرم سال ۱۳۸۶ از شبکه دو سیما پخش شد.

## داستان
پریدخت داستان زندگی دختری (لیلا حاتمی) به همین نام است، که دختر یکی از تاجران سرشناس شهر است و دو خواستگار دارد، نادر (علی مصفا) پسر خان شهر که پس از مرگ پدر قدرت را به دست می‌گیرد، و نصرت (کامبیز دیرباز). داستان سریال از سال ۱۳۱۴ و در جریان واقعه‌ی مسجد گوهرشاد شروع می‌شود، در مقطعی از سال ۱۳۲۰ جریان پیدا می‌کند و در سال ۱۳۳۴ ادامه می‌یابد.

## بازیگران
| بازیگر           | نقش                      |
| ---------------- | ------------------------ |
| لیلا حاتمی       | پریدخت                   |
| علی مصفا         | نادر                     |
| کامبیز دیرباز    | نصرت                     |
| شاهرخ استخری     | فراز                     |
| داریوش ارجمند    | پهلوان اکبر              |
| عباس امیری مقدم  | میرزا                    |
| سید مهرداد ضیایی | دکتر                     |
| حسن پورشیرازی    | روحانی و دایی نصرت       |
| صالح میرزاآقایی  | استوار سعدی، رییس پاسگاه |
| مهوش صبرکن       | خواهر پهلوان اکبر        |
| جواد نظری        | شاگرد پهلوان اکبر        |